# 문창기
문창기(1962년 5월 4일 ~ )은 대한민국의 기업인으로, 이디야커피의 대표이사다.
동화은행 등지에서 재직했던 금융인 출신으로, 2004년에 이디야커피를 인수했다.

## 학력
- 화곡중학교 졸업
- 영일고등학교 졸업
- 고려대학교 학사

## 경력
- (現) 2004 ~ (주)이디야 대표이사 회장
- (現) 2016 ~ (재)코리아미래재단 회장
- (現) 2010 ~ 고려대학교 교우회 상임이사
- 2009 민주평화통일자문회의 상임위원 역임
- 2000 유레카벤처스 대표이사
- 동화은행 근무

## 저서
- 2008년 <커피, 그 블랙의 행복>
- 2017년 〈커피드림>

## 같이 보기
- 동화은행
- 이디야커피